# 田中孝雄
田中 孝雄（たなか たかお、1950年4月25日 - ）は、日本のエンジン技術者、実業家。三井E&Sホールディングス（現・三井E&S）代表取締役社長。

## 人物・経歴
福島県いわき市出身。1973年東北大学工学部卒業、三井造船入社。玉野事業所でエンジン技術者として長年勤務した。2007年取締役に昇格。2009年から経営企画担当常務として中期経営計画の策定にあたった。2013年から20年ぶりとなる非造船部門出身の代表取締役社長を務め、船舶需要の低迷が続く中、事業の多角化を進めた。2018年から持株会社化して商号変更した三井E&Sホールディングス（現・三井E&S）の代表取締役社長を務めた。